# Celmia
Genre
Celmia est un genre d'insectes lépidoptères (papillons) de la famille des Lycaenidae et de la sous-famille des Theclinae présents en Amérique.

## Dénomination
Le genre a été nommé par Kurt Johnson (d) en 1991.

## Liste des espèces
- Celmia anastomosis (Draudt, [1918]) présent au Brésil, au Guyana et en Guyane
- Celmia celmus (Cramer, [1775]) présent au Brésil, en Colombie, en Guyane, au Mexique et au Surinam
- Celmia color (Druce, 1907) présent au Brésil, au Guyana et en Guyane
- Celmia conoveria (Schaus, 1902) présent au Brésil et en Guyane
- Celmia mecrida (Hewitson, 1867) présent au Brésil et en Guyane
- Celmia uzza (Hewitson, 1873) présent au Brésil[1],[2]

## Répartition
Les Celmia sont présents en Amérique centrale et Amérique du Sud.